# 33523 Warashina
33523 Warashina è un asteroide della fascia principale. Scoperto nel 1999, presenta un'orbita caratterizzata da un semiasse maggiore pari a 2,2934801 UA e da un'eccentricità di 0,1651183, inclinata di 4,43241° rispetto all'eclittica.